# Bösingen
Bösingen je obec v kantonu Fribourg, v okrese Sense. Žije zde  obyvatel.

## Geografie
Bösingen leží v nadmořské výšce 550 m na severním okraji okresu Sense, 11 km vzdušnou čarou severovýchodně od hlavního města kantonu, Fribourgu. Vesnice se rozkládá na terénním výběžku asi 60 m nad dnem údolí řeky Sány, blízko ústí řeky Sense u Laupenu, v severovýchodní části Fribourské plošiny.
Rozloha obecního katastru o velikosti 14,3 km² zahrnuje část molasového kopcovitého území ležícího východně od údolí Sány, který byl přetvořen Rhonským ledovcem v době ledové. Hranici obce Bösingen tvoří na severozápadě řeka Sána a na severu řeka Sense. Území však nesahá až ke soutoku. Oba říční toky jsou v tomto úseku kanalizovány a narovnány.
Sousedními obcemi Bösingenu jsou Wünnewil-Flamatt, Schmitten, Düdingen a Kleinbösingen v kantonu Fribourg a Kriechenwil, Neuenegg a Laupen v kantonu Bern.

## Historie
Území obce Bösingen bylo osídleno již velmi brzy, což dokládají nálezy hrobů z doby halštatské. V době římské se na místě dnešního farního kostela nacházel významný statek, který byl pravděpodobně obýván od 1. do 4. století po Kristu. Fragmenty sloupů a malované části stropu patří spolu s četnými menšími předměty k nejdůležitějším nálezům z této doby. Také z burgundského období pocházejí nálezy hrobů.
Vyvýšenina Bösingenu byla pravděpodobně od římské doby téměř nepřetržitě osídlena. Kolem roku 935 založili královna Berta a král Rudolf II. Burgundský kostel svatého Syruse, který se později stal významným poutním místem, ale v roce 1890 byl zbořen a nahrazen sýrárnou.
První písemná zmínka o místě pochází z roku 1228 pod francouzským názvem Basens. Později se objevují názvy Balsingue lo grant (1264) a ještě téhož roku německá verze Besingen, která se v průběhu času postupně vyvinula v Bösingen.
Ve středověku patřil Bösingen jako léno hrabatům z Thiersteinu. Část obecního území vlastnili páni z Fendringenu a ve 13. století přešla tato část na klášter Magerau a městskou nemocnici ve Fribourgu. Nejpozději roku 1442 přešla vesnice koupí pod správu Fribourgu a byla přiřazena k panství Alten Landschaft. Po pádu Staré konfederace (1798) patřil Bösingen během Helvétské republiky a následující doby k okresu Fribourg a od roku 1831 k německy mluvícímu okresu Fribourg, než byl roku 1848 s novou kantonální ústavou začleněn do nově vytvořeného okresu Sense.
K významné změně území došlo v roce 1977, kdy Bösingen postoupil celý východní díl svého obecního území o rozloze 4,65 km² s osadami Staffels, Amtmerswil, Bagiwil, Balsingen a Blumisberg (tehdy dohromady asi 600 obyvatel) obci Wünnewil-Flamatt.

## Obyvatelstvo
| Rok            | 1831 | 1850 | 1900 | 1950 | 2000 | 2010 | 2020 |
| Počet obyvatel | 880  | 1124 | 1438 | 2008 | 2317 | 1808 | 3117 |

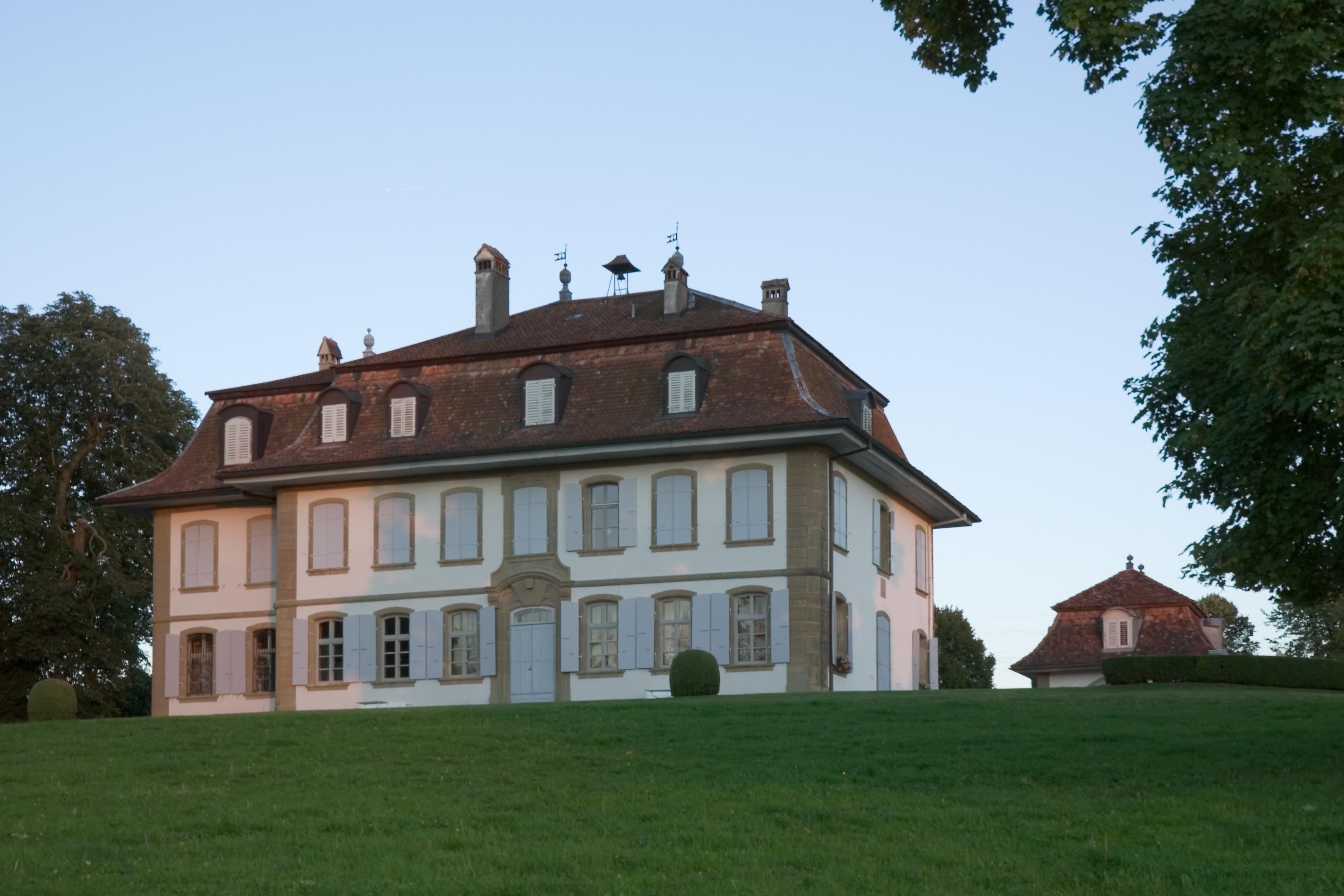
Zámeček v Bösingenu

Většina obyvatel (k roku 2000) hovoří německy (92,6 %), druhým nejčastějším jazykem je italština (1,7 %) a třetím francouzština (1,4 %).

## Hospodářství
Bösingen byl až do druhé poloviny 20. století vesnicí, která se vyznačovala převážně zemědělstvím. V 18. a 19. století zde byla v provozu cihelna. I dnes mají mlékařství, chov dobytka, polní hospodářství a ovocnářství (zejména v jižní části obce) důležité postavení ve struktuře zaměstnanosti obyvatelstva.
Mnoho dalších pracovních míst se nachází v místních malých podnicích a ve službách. Bösingen je ekonomicky úzce spojen s sousední obcí Laupen. Od 70. let 20. století vznikla v údolní nivě řeky Sány větší průmyslová a podnikatelská zóna. Dnes sídlí v Bösingenu různé podniky stavebnictví, firmy zabývající se zpracováním kovů, jemnou mechanikou, informačními technologiemi a výrobou žaluzií.
Až do roku 1970 byla Bösingen obec rozptýleného osídlení tvořená četnými osadami. Teprve od té doby se vesnice Bösingen vyvinula výstavbou rozsáhlé obytné čtvrti v centrum osídlení. Nové obytné čtvrti vznikly také u Tuftery a v Thürlefeldu na hranici s Laupenem. Mnoho ekonomicky aktivních obyvatel jsou dojíždějící pracovníci, kteří pracují především v oblasti Bernu a Fribourgu.

## Doprava
Obec má dobré dopravní spojení. Leží na spojovací silnici z Düdingenu do Laupenu. Nejbližší napojení na dálnici A12 (Bern–Vevey), která prochází jižní částí obecního katastru, se nachází přibližně 5 km od centra obce. Díky autobusové lince, která obsluhuje trasu z Düdingenu do Laupenu, je Bösingen napojen na síť veřejné dopravy. Jižním okrajem obce prochází železniční trať SBB Bern–Lausanne.